# Gasthuis
Gasthuis (en limbourgeois Gastes) est un hameau située dans la commune néerlandaise d'Eijsden-Margraten, dans la province du Limbourg.

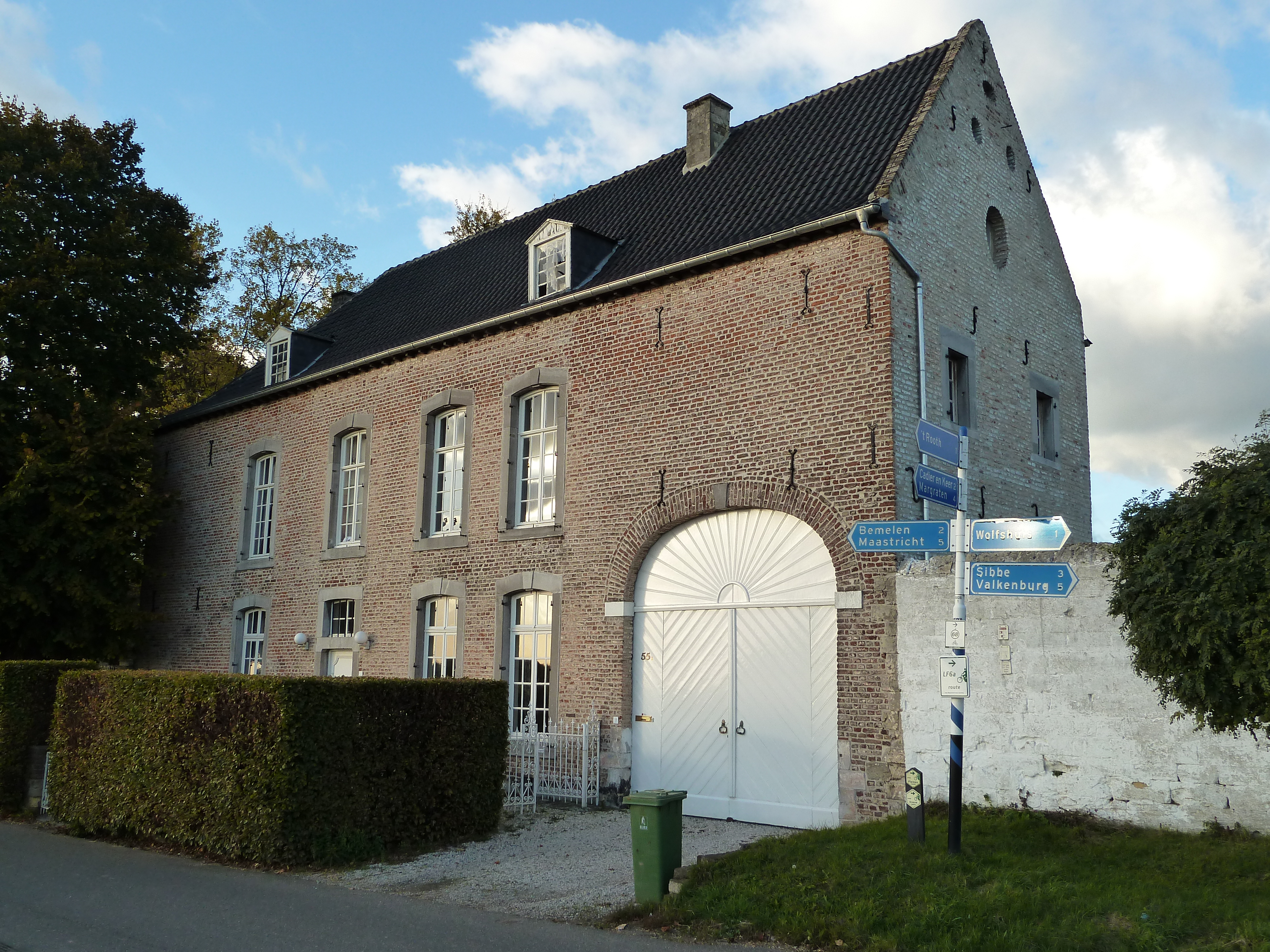
Le manoir de Gasthuis

Le hameau est situé sur le Plateau de Margraten, là où le chemin de Keer à Terblijt croise l'ancienne grande route de Maastricht à Aix-la-Chapelle. Le nom du hameau (gasthuis = hôpital) vient vraisemblablement de l'ancien hôpital de Saint-Servais, situé à cet endroit.